# The Barber Shop
Pour plus de détails, voir Fiche technique et Distribution.
The Barber Shop est un film américain réalisé par Arthur Ripley sur un scénario de W. C. Fields, produit par Mack Sennett et sorti en 1933.
C'est le dernier film écrit par W. C. Fields pour Mack Sennett.

## Fiche technique
- Réalisation : Arthur Ripley
- Scénario : W. C. Fields
- Producteur : Mack Sennett
- Studio : Republic
- Durée : 21 minutes
- Date de sortie : 28 juillet 1933 ( États-Unis)

## Synopsis
Cornelius O’Hare, un barbier décontracté, passe son temps à bavarder devant son salon pendant que son fils, Ronald, amuse les passants avec ses blagues, au grand désespoir de Mme O’Hare. Un vendeur italien tente de lui vendre une contrebasse, mais Cornelius possède déjà la sienne, surnommée affectueusement "Lena." Le vendeur laisse son instrument dans le salon, sans se douter du comique qui va en découler.
À l’intérieur, O’Hare tente d’impressionner la manucure Hortense avec son jeu de contrebasse peu conventionnel. Pendant ce temps, il rase un client et enferme un homme corpulent dans le bain de vapeur pour qu’il perde du poids, en lui recommandant de ne pas y rester trop longtemps. Distrait par Hortense, il laisse son client sous une serviette chaude et oublie complètement l’homme enfermé, qui ressort méconnaissable, amaigri à l’extrême.
Mme O’Hare, exaspérée par les frasques de son mari, exige de l’argent pour faire du shopping et annonce qu’elle ira aussi se faire faire une manucure—mais pas par Hortense. La situation dégénère lorsqu’un braqueur de banque en fuite entre dans le salon, chasse une mère et sa fille, et exige qu’O’Hare modifie son apparence. Pris de panique, O’Hare lui coupe accidentellement l’oreille avec ses ciseaux, puis s’échappe précipitamment sur un vélo volé—avant de revenir par inadvertance devant son salon juste au moment où le bandit en sort.
C’est finalement Ronald, jouant au baseball dans la rue, qui assomme involontairement le malfrat avec une balle bien placée, envoyant le bandit et Cornelius rouler dans le salon. Saisissant l’occasion, O’Hare prétend avoir capturé le voleur pour impressionner Hortense, mais un policier révèle que le véritable héros est Ronald. Juste à ce moment, Cornelius saisit Lena et entend un bruit étrange—sa précieuse contrebasse a "donné naissance" à une série de petits violons. Dégoûté, il jette la contrebasse du vendeur italien dans la rue, concluant cette journée rocambolesque sur une note absurde.

## Distribution
- W. C. Fields : Cornelius O'Hare
- Elise Cavanna : Mme. O'Hare
- Harry Watson : Ronald O'Hare
- Dagmar Oakland : Hortense
- Frank Alexander
- Billy Bletcher
- Joe Bordeaux
- Harry Bowen : un policier
- Fay Holderness : la mère de la petite fille
- William McCall
- Cyril Ring
- Dick Rush : un policier
- John Sinclair : Mr. Flugg